# Eurosignal

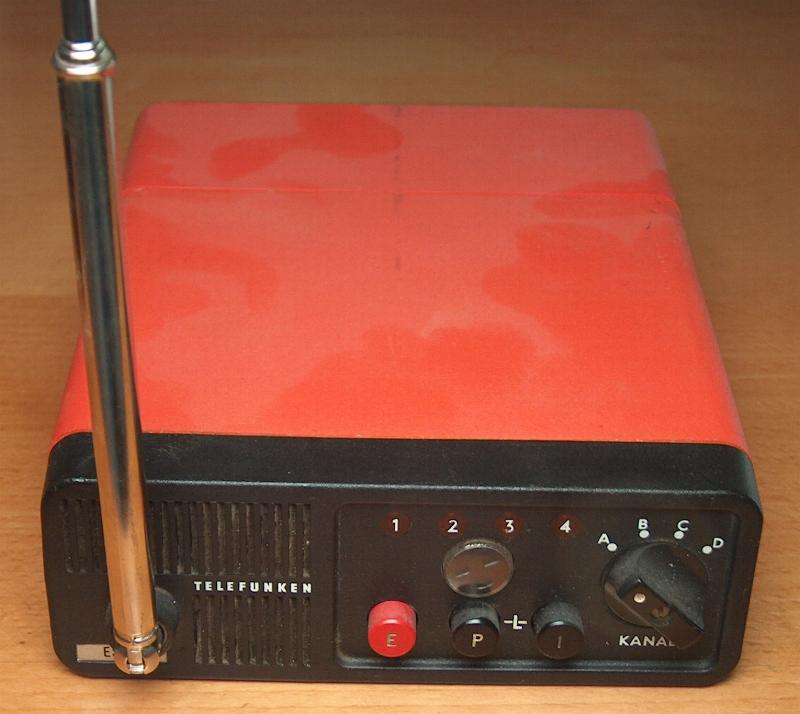
Ricettore Eurosignal

L'Eurosignal era un sistema di rintracciabilità nato negli anni sessanta e tenuto in funzione sino alla fine degli anni novanta il quale consentiva a chiunque aderiva al servizio la possibilità di ricevere in tempo reale un segnale di notifica.
Tale notifica, ricevuta su di un dispositivo portatile dell'ingombro di un pacchetto di sigarette comunicava all'utente la necessità di mettersi in contatto con la persona che lo cercava, avendone quest'ultima fatto richiesta all'apposito numero telefonico (in realtà un antenato del servizio che in Italia era il Teledrin).
Ciò che risalta di questo sistema era il numero ristrettissimo di ripetitori (forse una decina in tutta Europa) dislocati in postazioni ottimali dell'Europa Centrale necessario per operare il servizio. L'elenco di tali siti riveste tra l'altro notevole importanza dal punto di vista delle attività radioamatoriali sulle VHF e delle radiocomunicazioni in genere.
In un'epoca in cui i cellulari erano ancora lontani, tale avveniristico servizio, facendo uso di frequenze di circa 87,3-87,4 MHz consentiva la sicura reperibilità dell'utente in tutta la Francia (dove sembra avesse sede il servizio) e in gran parte del territorio dei Paesi con essa confinanti, compreso il Regno Unito. In Italia le chiamate potevano essere ricevute in gran parte della Pianura Padana e per un altro 20 per cento circa del territorio, tra cui la costa tirrenica fino al Lazio e la Campania.